# Museo de Arte de Birmingham

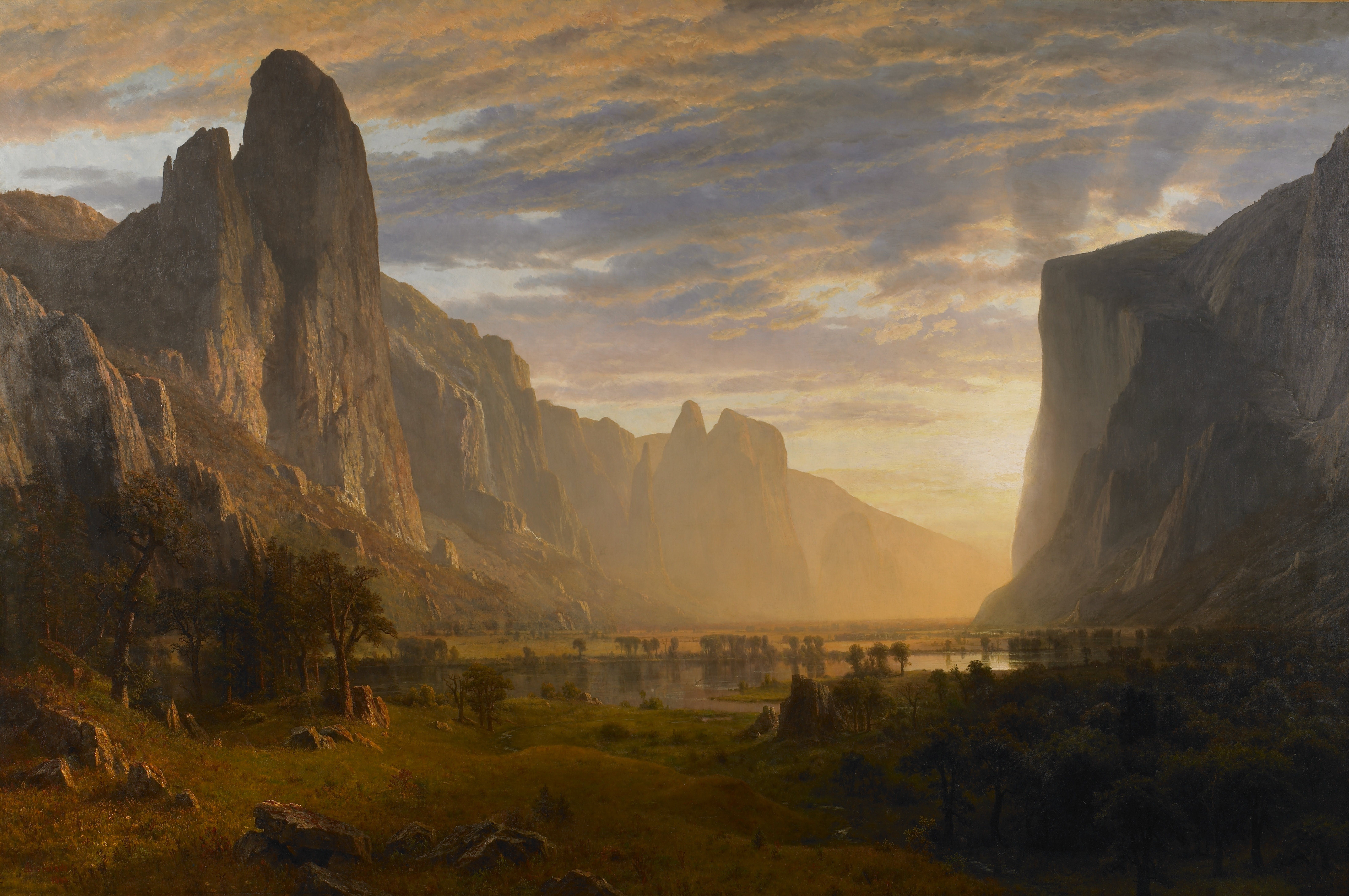
La obra de Albert Bierstadt Looking Down Yosemite Valley de 1865 es un punto culminante de la colección de pinturas estadounidenses del museo.

El Museo de Arte de Birmingham es un museo estadounidense fundado en 1951 en Alabama. Tiene una colección de 24 000 pinturas, esculturas, grabados, dibujos y artes decorativas que representan numerosas culturas, incluidas la asiática, europea, estadounidense, africana, América precolombina y pueblos nativos de los Estados Unidos. La colección de arte asiático del museo se considera la mejor y más completa del sudeste, y su cerámica vietnamita una de las mejores de los EE. UU. El museo también alberga una notable colección de obras donadas por el empresario y filántropo Samuel Henry Kress, de pinturas, esculturas y pinturas renacentistas y barrocas y artes decorativas desde finales del siglo XIII hasta c. 1750, y las artes decorativas europeas del siglo XVIII, que incluyen ejemplos de cerámica inglesa y muebles franceses.
El Museo de Arte de Birmingham es propiedad de la ciudad de Birmingham y abarca 3,9 acres (15 782,8 m²) en el corazón del distrito cultural de la ciudad. Erigido en 1959, el edificio actual fue diseñado por los arquitectos Warren, Knight y Davis, y en 1993 se completó una importante renovación y expansión por parte del arquitecto estadounidense Edward Larrabee Barnes. La instalación abarca 180 000 pies cuadrados (16 722,5 m²), incluido un jardín de esculturas al aire libre.

## Colección

### Arte africano
La colección del Museo es de casi 2000 objetos, contiene muestras de los principales grupos culturales del África subsahariana y data desde el siglo XII hasta la actualidad. La colección presenta ejemplos de esculturas de figuras, máscaras, objetos rituales, muebles y objetos domésticos y utilitarios, textiles, cerámica y artes del meta.

### Arte estadounidense

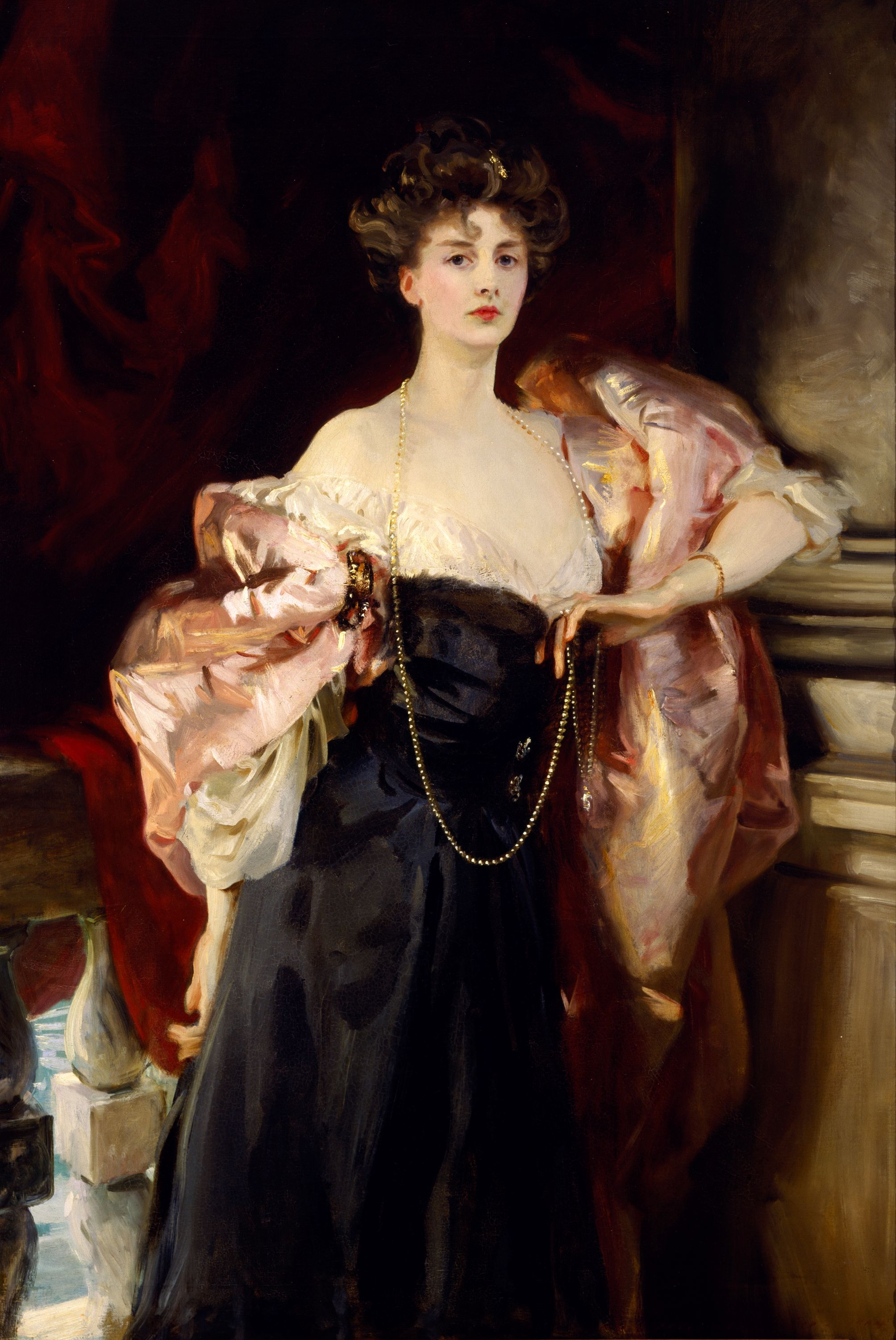
Retrato de Helen Vincent, vizcondesa D'Abernon de John Singer Sargent. 1904

Abarcando desde finales del siglo XVIII hasta mediados del siglo XX, la colección de pintura, escultura, obras en papel y artes decorativas estadounidenses tiene pinturas de Gilbert Stuart, Childe Hassam y Georgia O'Keeffe; esculturas de Hiram Powers y Frederic Remington; y piezas decorativas de Tiffany y Frank Lloyd Wright. La obra Looking Down Yosemite Valley, California (1865) de Albert Bierstadt, es parte de la colección y fue elegida recientemente por el Fondo Nacional para las Humanidades como una de las 40 obras maestras estadounidenses que mejor representan a las personas, los lugares y los eventos, que han dado forma al país y cuentan la historia de Estados Unidos.

### Arte de Alabama
Desde que sus puertas se abrieron al público en 1951, el Museo de Arte de Birmingham ha coleccionado y exhibido obras de artistas locales. Entre las primeras obras que entraron en la colección se encuentran pinturas de importantes artistas de Alabama, como la miniaturista Hannah Elliott y la paisajista Carrie Hill. A lo largo de su historia, el Museo ha continuado su compromiso con las artes de Alabama. En 1995, organizó Made in Alabama, un estudio innovador de la producción artística en el estado durante el siglo XIX. Además de recopilar las obras de artistas nativos con formación académica, el Museo ha construido una impresionante colección de arte popular, que incluye pintura, escultura, colchas y cerámica. Gracias a la generosidad de Robert y Helen Cargo, el Museo posee una de las colecciones más grandes y completas de edredones sureños del país. De manera similar, varios coleccionistas privados están ayudando al Museo a construir el depósito de cerámica de Alabama.

### Arte asiático

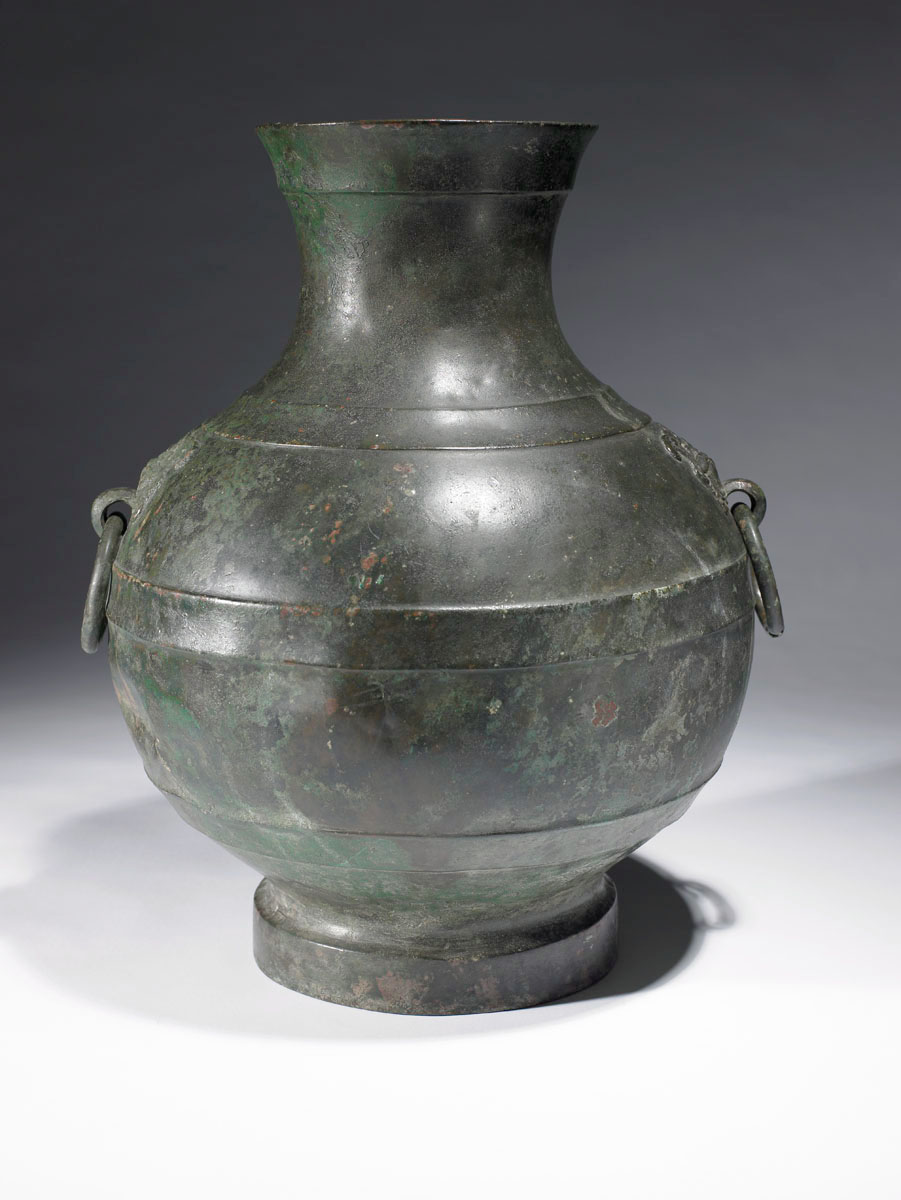
Vaso de vino chino (hu) del 350 a. C.

La colección de arte asiático del Museo comenzó con una donación de textiles chinos en 1951 y en el siglo XXI ya contaba con más de 4000 objetos provenientes de China, Corea, Japón, India y el sudeste asiático. Los puntos destacados incluyen un muro de templo de la dinastía Ming, figuras de tumbas de la Dinastía Tang de China, cerámica del período Período Jōmon de Japón, y obras contemporáneas como La Gran Residencia, del pintor chino Wu Guanzhong. Además, en préstamo a largo plazo del Instituto Smithsoniano se encuentra la Colección Vetlesen de piezas de Jade de los siglos XVI al XIX. El Museo tiene la única galería de arte coreano en el sureste de los Estados Unidos.

### Arte contemporáneo
La colección presenta pintura, escultura, video, fotografía, obras en papel y arte de instalación con movimientos y tendencias desde la década de 1960 hasta la actualidad, de artistas de renombre como Joan Mitchell, Andy Warhol, Jacob Lawrence, Bill Viola, Lynda Benglis, Cham Hendon, Kerry James Marshall, Callum Innes, Grace Hartigan, Larry Rivers, Louise Nevelson, Frank Fleming y Philip Guston, así como obras de una generación más joven que está definiendo el nuevo siglo.

### Arte popular
Desde 2009, hay una exhibición permanente de arte popular que cuenta con obras de Bill Traylor, Thornton Dial y otros artistas autodidactas.

### Arte europeo

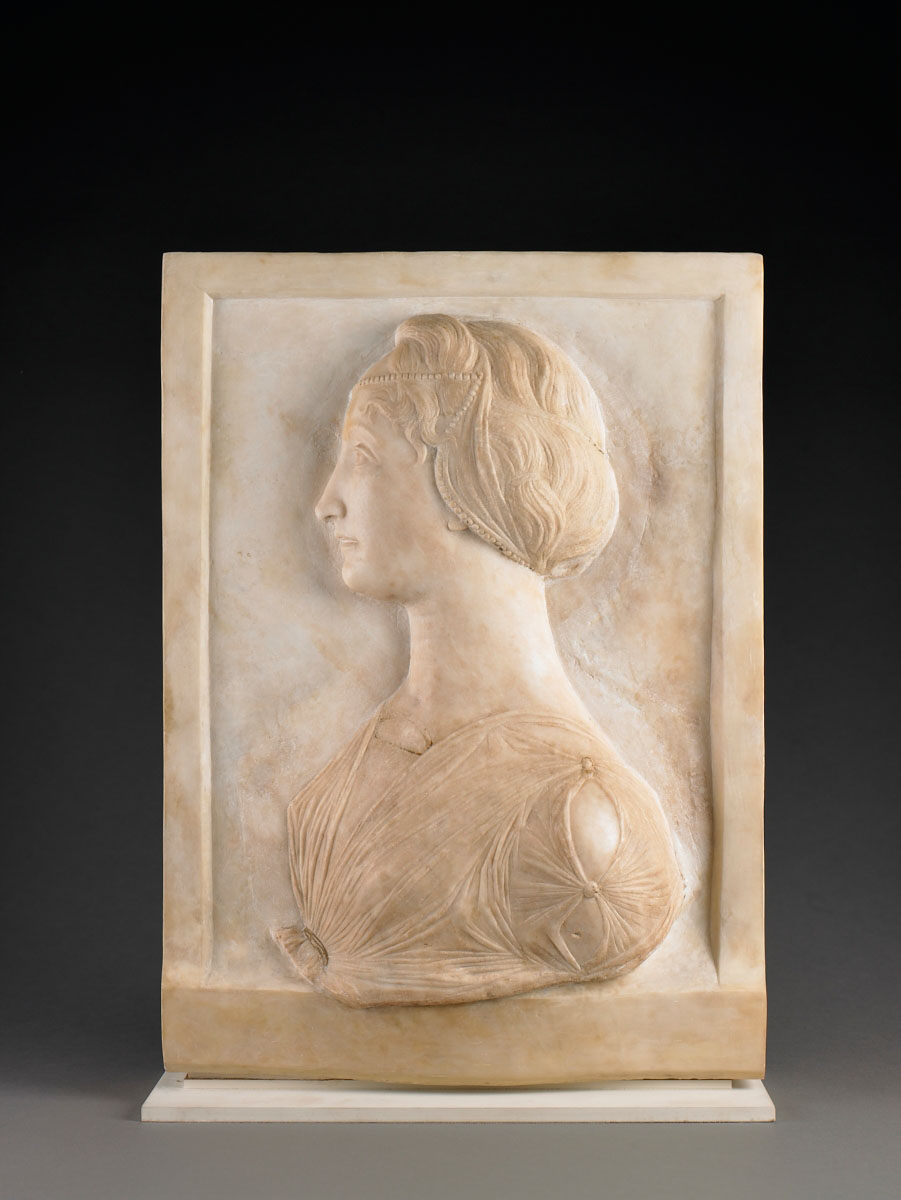
Perfil de una mujer joven de Mino da Fiesole, 1455-60

Entre los aspectos más destacados de los fondos de arte europeos se encuentra la Colección Kress de Arte Renacentista, que presenta pinturas, esculturas y artes decorativas renacentistas y barrocas que datan de finales del siglo XIII hasta 1750, con obras de Pietro Perugino, Antonio Canaletto y Paris Bordone. Otros puntos fuertes incluyen pinturas holandesas del siglo XVII de Jacob van Ruisdael, Ferdinand Bol y Balthasar van der Ast; también está representada la pintura británica del siglo XVIII, con retratos de Thomas Gainsborough y Thomas Lawrence; y pinturas francesas de los siglos XVIII y XIX de François-Hubert Drouais, Jean-Baptiste Oudry, Mary Cassatt, Gustave Courbet y Camille Corot.

### Artes decorativas europeas
Una de las bases de la colección permanente del Museo, las artes decorativas europeas comprenden más de 12 000 objetos que incluyen cerámica, vidrio y muebles que datan desde el Renacimiento hasta nuestros días. El Museo alberga la Colección Eugenia Woodward Hitt de arte francés del siglo XVIII, que incluye muebles de los períodos Luis XIV, XV y XVI, porcelana montada, bronces dorados, pinturas y obras sobre papel desde la Regénce hasta el período posterior a la Revolución francesa. También alberga la colección Wedgwood de Dwight y Lucille Beeson que comprende más de 1400 objetos que ilustran toda la producción de la fábrica Wedgwood desde sus primeros años hasta el siglo XIX.

### Arte nativo estadounidense
El museo cuenta con una gran instalación de arte de los pueblos nativos de los Estados Unidos. Las galerías están organizadas en cuatro grupos culturales según la región: Bosques del Este, Indios de las Llanuras, Noroeste del Pacífico y Suroeste de Estados Unidos. La colección incluye finas mantas y alfombras navajo, una extensa colección de arte de la costa noroeste e importantes cerámicas Pueblo, históricas y contemporáneas. También hay ejemplos de abalorios de los Indios de las Llanuras y tocados de chamanes.

### Arte precolombino

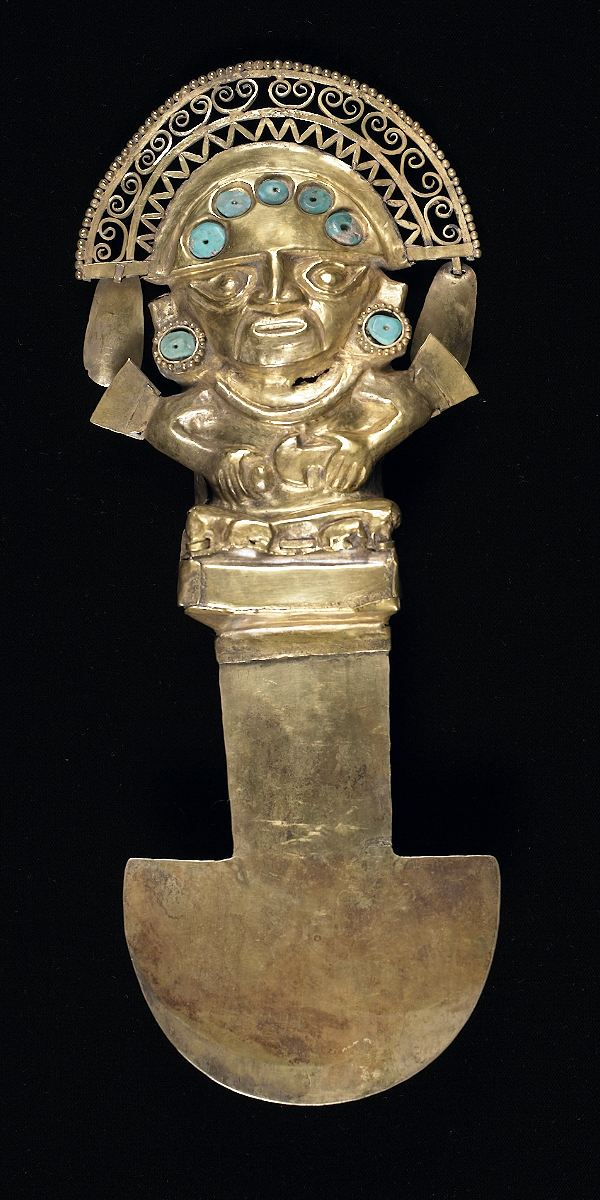
Un cuchillo ceremonial (tumi) de la cultura Sicán del Perú, que data del 900 al 1100

La colección contiene objetos de Mesoamérica, Centroamérica y la Cordillera de los Andes. Los objetos de Mesoamérica incluyen cerámica zapoteca, objetos relacionados con el juego de pelota, esculturas de figuras mayas, cerámica y joyería, esculturas de piedra aztecas y esculturas de tumbas con figuras del oeste de México. Las culturas de la antigua Costa Rica, Guatemala y Panamá están representadas con joyas de oro, metates, esculturas de figuras de piedra volcánica y cerámica. Los objetos del norte de los Andes incluyen vasijas ceremoniales de oro y tumi de Sicán, cerámicas de las culturas Moche, Chimú, Chancay y Vicus, keros y máscaras de momias incas y textiles peruanos.

### El jardín de esculturas Charles W. Ireland
Es un espacio para la exhibición de arte al aire libre, es un jardín de varios niveles que tiene obras de artistas como Fernando Botero, Jacques Lipchitz y Auguste Rodin. También cuentan con tres obras de arte encargadas por el Museo para ese espacio: Lithos II (1993) de Elyn Zimmerman, una pared de agua y una piscina de bloques de granito texturizados colocados en la pared curva este del jardín; Blue Pools Courtyard (1993) de la artista Valerie Jaudon, con piscinas de azulejos con incrustaciones, plantas y ladrillos y adoquines de piedra azul; y Bandas de color en varias direcciones de Sol LeWitt; todas encargadas en 2001 para celebrar el 50 aniversario del Museo.

### La biblioteca de Clarence B. Hanson Jr.
Nombrada en honor a Clarence Bloodworth Hanson Jr., ex editor de The Birmingham News y miembro de la junta del Museo de Arte de Birmingham durante 24 años, la biblioteca del museo es una de las bibliotecas de investigación de arte más completas en el sureste de los EE. UU. Las existencias incluyen una amplia gama de obras de referencia de arte general, catálogos de subastas, archivos de artistas, publicaciones periódicas, índices, catálogos de exposiciones y bases de datos. También contiene la Biblioteca Chellis Wedgwood, la colección especial más grande y completa del mundo relacionada con Josiah Wedgwood y sus manufacturas, junto con las existencias de libros raros de Beeson. Entre estos fondos se encuentran cartas de John Flaxman y Benjamin West, y la Colección de Grabados de Jarrones Antiguos de Sir William Hamilton, conocidos como los Folios de Hamilton, los primeros libros europeos en placa de color.

## Historia

### Birmingham Art Club
Las raíces del museo se remontan a 1908 y la fundación del Birmingham Art Club, que se esforzó por acumular una colección de arte público en beneficio de los ciudadanos de Birmingham, que se había fundado como una nueva ciudad industrial solo 37 años antes. En 1927 pudieron exhibir su colección en las galerías de la nueva Biblioteca Pública de Birmingham. Durante las siguientes dos décadas, el club continuó aumentando la colección y consiguiendo apoyo en la prensa y en el Ayuntamiento para el concepto de un nuevo edificio.

### Primera exposición
En septiembre de 1950 se creó una junta de gobierno para supervisar la creación de un museo como «una institución de servicio público, educativo y recreativo». En febrero siguiente, la junta contrató a Richard Foster Howard para que fuera el primer director del museo. En abril de 1951, el recién creado Museo de Arte de Birmingham presentó una Exposición de apertura pública, que se realizó en cinco salas no utilizadas en el Ayuntamiento. La exposición incluyó algunas piezas de la colección existente del Art Club, así como una gran cantidad de obras prestadas de museos de la mitad oriental de los Estados Unidos.

### Nuevo edificio

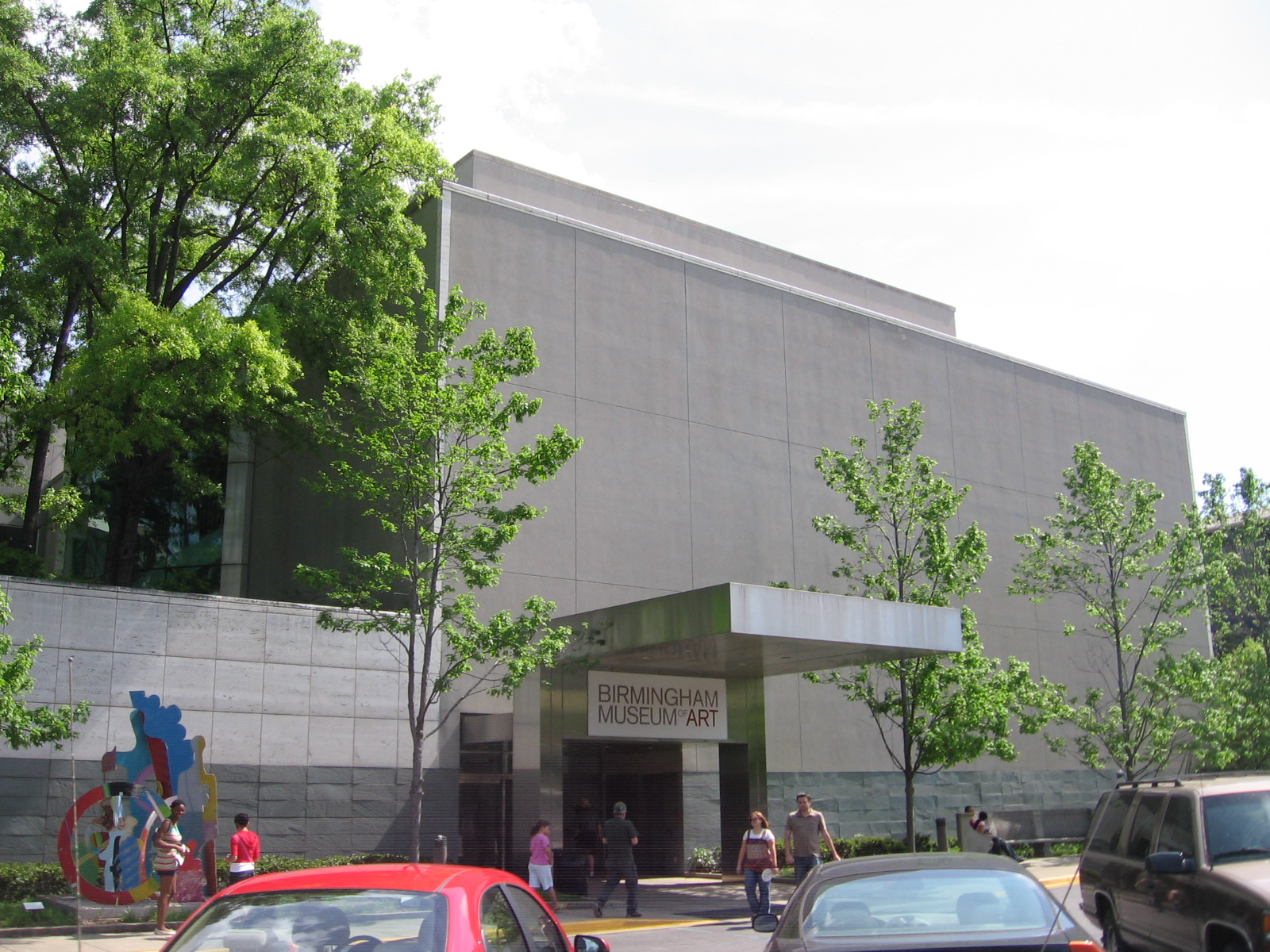
Entrada pública norte en el ala oeste del Museo de Arte de Birmingham.

La publicidad creada por la exposición produjo varios obsequios importantes, en particular de cerámica y textiles chinos, grabados japoneses, grabados de maestros antiguos, trajes, vidrio y pinturas al óleo. En 1952, la Fundación Samuel Henry Kress entregó 29 pinturas del Renacimiento italiano como préstamo a largo plazo al nuevo museo, formando el núcleo de la colección de pinturas europeas. Una gran donación en 1954 hizo posible un nuevo edificio del museo. El terreno se compró al año siguiente y se comisionó el diseño para un nuevo edificio a la oficina de Warren Knight Davis. El "Oscar Wells Memorial Building" se abrió al público el 3 de mayo de 1959. En los años siguientes, la Fundación Kress hizo dos importantes donaciones al museo: la custodia de una colección de muebles y objetos decorativos renacentistas en 1959, y la escritura de las pinturas italianas ya en préstamo, junto con ocho obras adicionales del mismo período. Al año siguiente, la American Cast Iron Pipe Company prestó su colección Lamprecht de objetos de hierro fundido alemanes (la más grande del mundo).

### Ampliación
Un nivel de galerías se agregó al ala oeste del edificio en 1965. En 1967 se completó una nueva ala este. Se compró terreno adicional en 1969 y en 1974 otra adición incluyó una reconstrucción de tres pisos del ala este. Una nueva remodelación del ala este agregó en 1979 un laboratorio de conservación, un muelle de carga y una segunda entrada pública al edificio, y al año siguiente, el espacio de la galería se amplió en 2600 m². En 1986 se planeó otro proyecto de ampliación y el arquitecto Edward Larrabee Barnes, junto con el arquitecto local KPS Group, Inc., fueron seleccionados para supervisar el diseño, que incluía un nuevo jardín de esculturas al aire libre y 5000 m² de espacio de exposición, lo que eleva el total a 15 400 m².